# Полтавский государственный аграрный университет
Полтавский государственный аграрный университет (укр. Полтавський державний аграрний університет) — украинское высшее учебное заведение в Полтаве, основанное в 1920 году.

## Названия
- 1920 — сельскохозяйственный факультет Полтавской высшей рабочей школы
- 1921 — Полтавский сельскохозяйственный техникум
- 1923 — Полтавский агрокооперативний техникум
- 1927 — Полтавский сельскохозяйственный политехникум
- 1929 — Полтавский сельскохозяйственный институт
- 1930 — Полтавский зоотехнический институт
- 1931 — Полтавский институт свиноводства
- 1933 — Полтавский зоотехнический институт
- 1934 — Полтавский сельскохозяйственный институт
- 2001 — Полтавская государственная аграрная академия
- 2020 — Полтавский государственный аграрный университет

## История

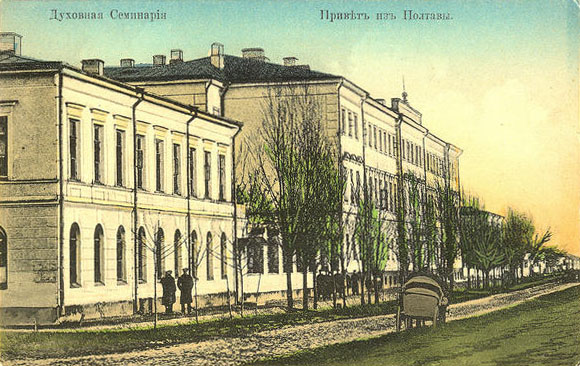
Здание духовной семинарии в 1905 году, где в 1920 году начнёт работу будущий Полтавский аграрный университет

В 1919 году губернский комитет начал работу по созданию сельскохозяйственного института на базе имения князя Кочубея в Диканьке. Тем не менее, поскольку имение было разграблено этот план пришлось отложить. В итоге 1 сентября 1920 года Полтавский совет губернских профсоюзов при высшей рабочей школе открыл сельскохозяйственный факультет с секциями полеводства, животноводства и садоводства с огородничеством. Главной задачей факультета была подготовка кадров для сельского хозяйства. Первым руководителем факультета стал Евгений Рекало. Факультет расположился в здании бывшей духовной семинарии. В первый год существования на факультет было набрано 49 обучающихся.
В октябре 1921 год факультет преобразовали в сельскохозяйственный техникум с агрономическим, зоотехническим и садово-огородным отделами. Спустя два года к нему были присоединены кооперативный техникум и садово-огородная школа, которые стали кооперативным и агрономическим отделениями. Тогда же техникум был переименован в агрокооперативный. К 1927 году при техникуме было организовано два новых отделения — зоотехнический и интенсивных культур. В декабре 1927 года произошла очередная реорганизация и учебное заведение стало сельскохозяйственным политехникумом. На тот момент политехникум имел агрономическое, зоотехническое, интенсивных культур и кооперативное отделения.
В 1929 году политехникум был преобразован в сельскохозяйственный институт, куда также вошли четыре техникума — полтавские: индустриальные и землеустроительные, а также сельскохозяйственные: красноградский и эрастовский. На этот момент вуз подчинялся Народный комиссариат земледелия УССР. На 1930 год в институте действовало восемь факультетов: агрономический, зоотехнический, интенсивных культур, землеустройства, обобществления сельского хозяйства, индустриализации сельского хозяйства, сельскохозяйственного строительства и рабочий факультет для подготовки молодёжи к вступительным экзаменам. 19 августа 1930 институт разделили на три учебных заведения: институт сельскохозяйственного строительства, институт мясной и плодоовощной технологии (на базе факультета индустриализации сельского хозяйства) и сельскохозяйственный институт (на базе зоотехнического и садово-огородного факультета). 31 октября 1930 года институт стал зоотехническим, 8 января 1931 года — институтом свиноводства, а 7 июля 1933 года — вновь зоотехническим. Название сельскохозяйственный институт учебному заведению было возвращено 29 сентября 1934 года. В годы сталинских репрессий были расстреляны два директора института Иван Сердюк и Константин Щанин. Всего в 1937—1938 годы было репрессировано около 20 сотрудников института.
10 сентября 1941 года, во время Великой Отечественной войны и незадолго до захвата Полтавы, институт был эвакуирован в Курган. Оккупировавшие город немцы, в феврале 1942 года открыли на базе института сельскохозяйственную школу с трёхлетним сроком обучения. Директором был назначен профессор Василий Упоров, ранее возглавлявший кафедру ветеринарии. Контроль за деятельностью школы осуществлял зондерфюрер Дайтмер. Всего в учебном заведении училось 250 человек. Преподавательский состав состоял из шести профессоров, двух доцентов, двух старших преподавателей и двух ассистентов. Обучение велось на украинском языке. Единственный выпуск из 51 студента состоялся в 1943 году.
Приказом Совнаркома СССР институт вернулся из эвакуации в 1944 году. Во время войны было потеряно 98 % имущества института. Полное восстановление материально-технической базы института оценивалось в 12,3 миллионов рублей. В послевоенные годы учебное заведение неоднократно меняло своё подчинение, принадлежа Министерству высшего образования СССР, Министерству культуры СССР, Министерству сельского хозяйства Украинской ССР. На 1960 году институт имел пять факультетов: агрономический, агропедагогический, зоотехнический, заочный и общенаучный.
В 1970 году на территории института был открыт памятник студентам и сотрудникам института, погибшим в годы Великой Отечественной войны. 13 февраля 1971 года институт был награждён Орденом Трудового Красного Знамени. Перед распадом СССР в институте училось порядка 4 тысяч человек, при этом более 2 тысяч — без отрыва от производства.

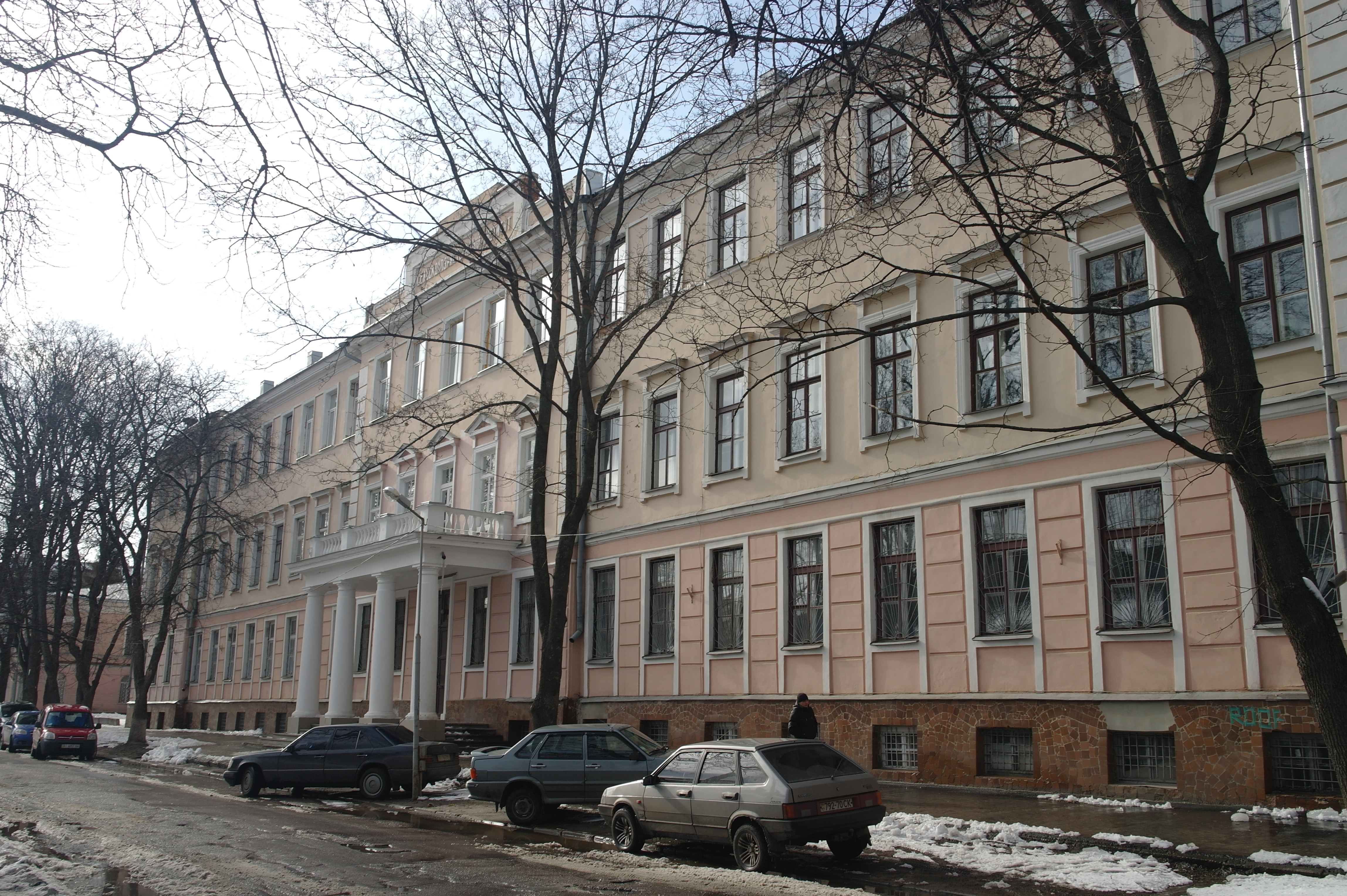
Главное здание университета, 2013 год

Решением Кабинета министров Украины от 23 июля 2001 года институт был реорганизован в Полтавскую государственную аграрную академию. В апреле 2017 года академия стала членом Европейской ассоциации агентств по развитию (EURADA). Указом Министра образования и науки Украины Сергея Шкарлета от 16 октября 2020 года статус учебного заведения был повышена до статуса университета, что дало ему право готовить не только аграриев, но и специалистов других профилей.

## Структура
По состоянию на 2020 год в структуру университета входили семь факультетов:
- Учебно-научный институт экономики, управления, права и информационных технологий.
- Факультет агротехнологий и экологии.
- Факультет ветеринарной медицины.
- Факультет инженерно-технологический.
- Факультет учёта и финансов.
- Факультет технологии производства и переработки продукции животноводства.
- Центр международного образования.

Кроме того в подчинении университета находится семь колледжей:
- Колледж управления, экономики и права
- Аграрно-экономический колледж
- Березоворудский аграрный колледж
- Лубенский финансово-экономический колледж
- Хорольский агропромышленный колледж
- Лохвицкий механико-технологический колледж
- Хомутецкий ветеринарно-технологический колледж

В составе университета находится учебно-опытное хозяйство «Юбилейный». Перед распадом СССР хозяйство имело 2230 гектар пахотной земли, 38 гектар садов и опытное поле.

## Издания
При учебном заведении издаётся журнал «Вестник Полтавской государственной аграрной академии».
С 1927 по 1971 год вышло 16 томов сборника научных работ «Труды Полтавского сельскохозяйственного института».

## Руководители
- Рекало Евгений Лукич (1920—1923)[2]
- Токаревский Михаил Дмитриевич (1923—1925)[2]
- Чугай Виктор Петрович (1925—1928)[2]
- Помаленький Фёдор Григорьевич (1928—1931)[2]
- Хоруженко И. П. (1931—1932)[2]
- Шовковой (1932)[2]
- Сердюк Иван Васильевич (1932—1937)[2]
- Андрущенко Степан Карпович (1937—1938)[2]
- Щанин Константин Кузьмич (1938)[2]
- Толмачев Александр Филиппович (1938—1940)[2]
- Виденин Кирилл Федорович (1940—1951)[2]
- Ванцак Петр Наумович (1951—1962)[2]
- Добровольский Николай Александрович (1962—1963)[2]
- Иващенко Василий Афанасьевич (1963—1968)[2]
- Добровольский Николай Александрович (1968—1988)[2]
- Куценко Александр Михайлович (1988—1996)[2]
- Писаренко Виктор Никитович (1996—2011)[2]
- Аранчий Валентина Ивановна (2011—2023)
- Галич Александр Анатолиевич (2023-       н. в.)[2]

## Выпускники
Полный список выпускников Полтавского аграрного университета, о которых есть статьи в Википедии, смотрите здесь.

## Рейтинги
В 2013 году вуз в мировом рейтинге Webometrics Ranking of World Universities занял 4519 место, являясь при этом лучшим высшим учебным заведением Полтавы.